# Sugar Grove Station

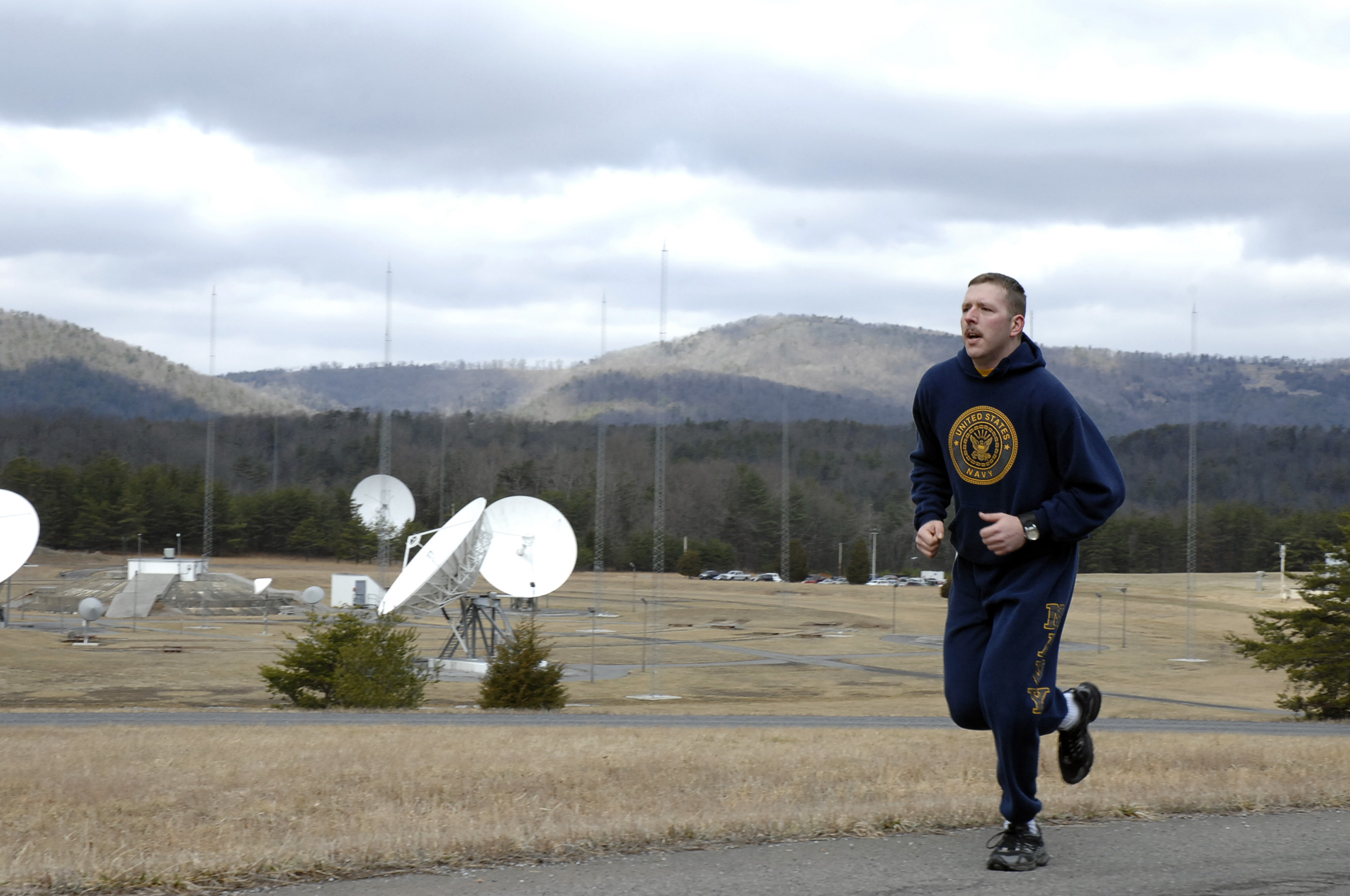
Antenes a Sugar Grove Station

Sugar Grove Station és un punt de comunicacions de la Nacional Security Agency (NSA) situat a prop de Sugar Grove, al comtat de Pendleton, a Virgínia de l'Oest. Segons un article aparegut l'any 2005 al New York Times, el lloc intercepta totes les comunicacions internacionals que entren a l'est dels Estats Units. Les activitats del lloc anteriorment incloïen el Naval Information Operations Command (NAVIOCOM). L'abril de 2013, el cap de les operacions navals va ordenat la clausura de la base de NAVIOCOM abans del 30 de setembre de 2015,
La base naval es va transformar en un centre sanitari privat per a veterans, mentre que l'estació d’escolta de l'NSA, situada al sud de la zona, continua funcionant.

## Història
Es va crear per primera vegada pel Laboratori d'investigació naval a començaments dels anys 1960 en el lloc d'un radiotelescopi de 182,88 m, per tal de reunir informacions sobre els senyals radar i ràdio soviètics reflectits per la Lluna i de les dades radioastronòmiques a l'espai, però el projecte es va aturar l'any 1962 abans d'acabar la construcció del telescopi. El lloc a continuació es va convertir a estació de recepció de ràdio. El lloc es va activar com a "estació de ràdio naval Sugar Grove" el 10 de maig de 1969 i dues antenes de la xarxa CDAA (CDAA) Wullenweber ANY/FRD-10 es van acabar el 8 de novembre de 1969. Moltes altres antenes, antenes parabòliques, cúpules, i d'altres instal·lacions es van construir als anys següents. Entre les ràdios telescopis d'aquest punt, cal destacar una paràbola de 18,3 m (el més antic telescopi d'aquesta estació), una paràbola de 32 m amb receptor especial de guia d'ona i una antena de 45,72 m (el més gran telescopi allà mateix)
El lloc formava part de la xarxa de comunicació ECHELON explotat pels Estats Units i els seus aliats per interceptar i tractar les telecomunicacions electròniques. La xarxa explota molts llocs a tot el món, com Waihopai Valley a Nova Zelanda, Menwith Hill al Regne Unit i Yakima (Washington).
Sugar Grove és situat a una zona oficialment anomenada "United States Nacional Radio Quiet Zone" que cobreix 34.000 quilòmetres quadrats a Virgínia de l'Oest. La zona es va crear pel Congrés l'any 1958 per facilitar la seva missió i la de l'observatori nacional de radioastronomia, situat a 48 km de Green Bank al comtat de Pocahontas, a Virgínia de l'Oest.
El 25 de juliol de 2016 van acabar la venda a les subhastes en línia de Sugar Grove Station amb una oferta guanyadora de 11,2 milions de dòlars. Però aquesta transacció no va reeixir i les subhastes es van reobrir el 13 de setembre de 2016. L'any 2017, la segona subhasta va permetre a un grup d'inversors d'Alabama de tornar a comprar-ho per 4 milions de dòlars i que vol convertir la base en un establiment de cures de salut destinat als militars en servei actiu, als antics combatents i a les seves famílies